# Raión de Baghramyan
El raión de Baghramyan es uno de los tres raiones que forman la provincia armenia de Armavir. Su población a fecha de 12 de octubre de 2011 era de 20 291 habitantes.
Está formado por las siguientes localidades:
- Arevadasht 283
- Argina 534
- Artamet 172
- Bagaran 622
- Baghramyan 658
- Dalarik 3975
- Hushakert 855
- Karakert 4471
- Koghbavan 121
- Lernagog 1700
- Myasnikyan 4036
- Shenik 975
- Talvorik 199
- Vanand 1036
- Yervandashat 654[1]